# Mr.Platonic
「Mr.Platonic」（ミスター・プラトニック）は、フェアリーズの12thシングル。2015年11月18日にSONIC GROOVEから発売された。各メンバーver.盤にはカップリングにそのメンバーのソロ曲が収録されている。

## タイアップ
「Mr.Platonic」は、TBSテレビ系のバラエティ番組『アッコにおまかせ!』の2015年10月 - 12月エンディングテーマと、第31回東日本女子駅伝の大会応援ソングのダブル・タイアップとなっている。

## 発売形態
以下の11形態で発売。
通常盤
初回特典：フェアリーズメンバー別フォトカード（全12種類中1種ランダム封入） 、握手会参加券、生写真引換券
- AVCD-16561：CD+DVD
- AVCD-16562：CD（フェアリーズver.）
- AVCD-16563：CD（伊藤萌々香ver.）
- AVCD-16564：CD（林田真尋ver.）
- AVCD-16565：CD（藤田みりあver.）
- AVCD-16566：CD（井上理香子ver.）
- AVCD-16567：CD（野元空ver.）
- AVCD-16568：CD（下村実生ver.）

RISING PRODUCTION OFFICIAL SHOP・mu-moショップ・イベント会場限定盤
- AVC1-16569：CD+グッズ
- AVC1-16570：ピクチャーレーベルCD（全7種類中1種ランダム）
- AVC1-16571：ピクチャーレーベルCD7枚（7種）セット、スリーブ仕様

### CD+DVD盤
CD
1. Mr.Platonic
  - 作詞：shungo.、作曲・編曲：KAZ
2. マーガレット
  - 作詞：shungo.、作曲・編曲：KAZ
3. Mr.Platonic（Instrumental）
4. マーガレット（Instrumental）

DVD
1. Mr.Platonic -Video Clip-
2. Mr.Platonic -Making-

### CDのみ盤（フェアリーズver.）
1. Mr.Platonic
2. マーガレット
3. Mr.Platonic（Instrumental）
4. マーガレット（Instrumental）

### CDのみ盤（伊藤萌々香ver.）
1. Mr.Platonic
2. 純愛（伊藤萌々香）
  - 作詞・作曲：伊秩弘将、編曲：KAZ
3. Mr.Platonic（Instrumental）
4. 純愛（Instrumental）

### CDのみ盤（林田真尋ver.）
1. Mr.Platonic
2. ターミナル（林田真尋）
  - 作詞：shungo.、作曲・編曲：Armand X
3. Mr.Platonic（Instrumental）
4. ターミナル（Instrumental）

### CDのみ盤（藤田みりあver.）
1. Mr.Platonic
2. Tough Girls（藤田みりあ）
  - 作詞：shungo.、作曲・編曲：Armand X
3. Mr.Platonic（Instrumental）
4. Tough Girls（Instrumental）

### CDのみ盤（井上理香子ver.）
1. Mr.Platonic
2. まっさらマンマミーア（井上理香子）
  - 作詞：shungo.、作曲・編曲：Stephen Daly、Jon Keep、Jamie Hartman
3. Mr.Platonic（Instrumental）
4. まっさらマンマミーア （Instrumental）

### CDのみ盤（野元空ver.）
1. Mr.Platonic
2. Commander（野元空）
  - 作詞：shungo.、作曲・編曲：Armand X
3. Mr.Platonic（Instrumental）
4. Commander（Instrumental）

### CDのみ盤（下村実生ver.）
1. Mr.Platonic
2. Runway（下村実生）
  - 作詞：shungo.、作曲・編曲：Damon Sharpe、Jimmy Burney、Joakim Olovsson、Bjorn Olovsson、Par Westerlund
3. Mr.Platonic（Instrumental）
4. Runway（Instrumental）

### 限定盤
1. Mr.Platonic
2. マーガレット
3. Mr.Platonic（Instrumental）
4. マーガレット（Instrumental）